# Uhrikivenkadun kuppikivi

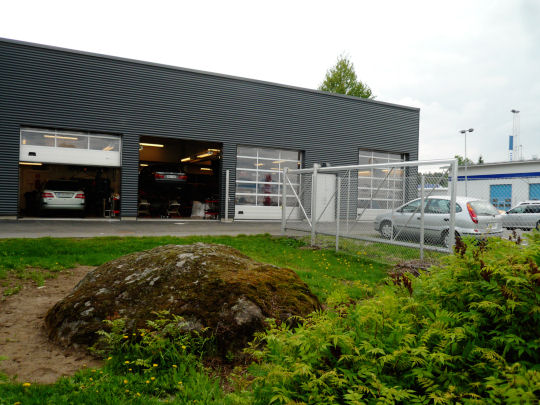
Standort bis 2010

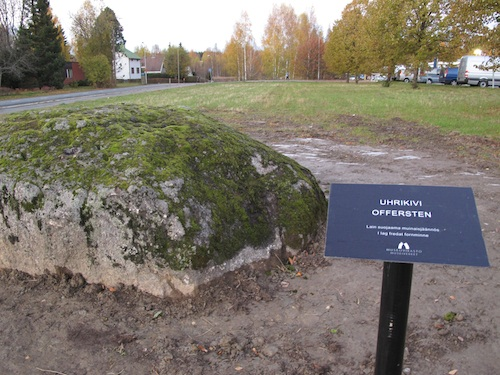
Uhrikivenkadun Schalenstein – heute

Der Uhrikivenkadun kuppikivi von Kauriala, einem Ortsteil von Hämeenlinna in Häme in Finnland ist ein Schalenstein (finnisch kuppikivi). In den Stein wurden während der Eisenzeit über 130 Schälchen eingraviert. Ein kleinerer Schalenstein, der in den 1940er Jahren zerstört wurde, befand sich in der gleichen Gegend.
An seinem ursprünglichen Standort, auf dem Hof eines Autohauses in der Uhrikivenkatu 11 (namengebende Straße) wurde der Stein in einem üppigen Busch versteckt. Die 2010 durch eine Entscheidung des Nationalen Amtes für Altertümer erfolgte Versetzung des Steins an die Matintie (Straße) stieß auf Widerstände, doch mit der Verlegung haben sich der Schutz und die Pflege des Steins so verbessert, wie es das Altertumsgesetz vorschreibt.
Der Stein wird auch als der größte Opferstein (finnisch uhrikivi; – uhri = heilig; kivi = Stein) Finnlands bezeichnet, aber der Talolan uhrikallio, in Hauho ist größer. In Finnland sind über 350 und in Karelien 26 Schalensteine bekannt. Sie befinden sich im Südwesten Finnlands, im Süden von Häme, im Süden von Savo, in Österbotten und in Karelien. Aus dem Gebiet der Stadt Hämeenlinna sind 33 Schalensteine und zwei Steine mit Wetzrillen bekannt. Es wird angenommen, dass Getreide, in der Hoffnung, die Ernte zu verbessern, den Gruben auf dem Stein geopfert wurde.